# Conopariella cidara
Conopariella cidara är en tvåvingeart som beskrevs av Ian David Whittington 2003. Conopariella cidara ingår i släktet Conopariella och familjen bredmunsflugor.
Artens utbredningsområde är Kamerun. Inga underarter finns listade i Catalogue of Life.